# NBAシーズンブロック王

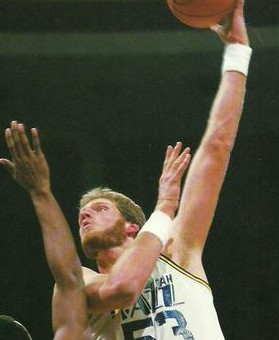
NBA記録保持者のマーク・イートン (4度受賞)

NBAシーズンブロック王は、レギュラーシーズンで1試合平均のブロック数の最も高いプレーヤーに贈られるタイトルである。バスケットボールに於いてブロックとは、パーソナルファウルを犯すことなく相手のフィールドゴール試投に触れて、軌道を変えたり止める事によりゴールを成功させないようにするディフェンスプレーの一つである。1973–74シーズンから始まった。タイトル獲得には82試合中70試合以上に出場しているか、100ブロック以上している必要がある。

## 概要
タイトル獲得回数は、カリーム・アブドゥル・ジャバー、マーク・イートン、マーカス・キャンビーの4回が最多である。その他、ジョージ・ジョンソン、マヌート・ボル、アキーム・オラジュワン、ディケンベ・ムトンボ、アロンゾ・モーニング、テオ・ラトリフ、ドワイト・ハワード、アンソニー・デイビス、サージ・イバーカ、ハッサン・ホワイトサイド、マイルズ・ターナー、ジャレン・ジャクソン・ジュニア、ビクター・ウェンバンヤマが複数回受賞している。連続記録は、ムトンボとキャンビーの3年連続が最高。
NBA記録はマーク・イートンの平均5.56ブロック（1984-85シーズン）で唯一の5.0以上の記録である。4.0以上の記録は1995-96シーズンのディケンベ・ムトンボを最後に出ていない。

## 歴代受賞者

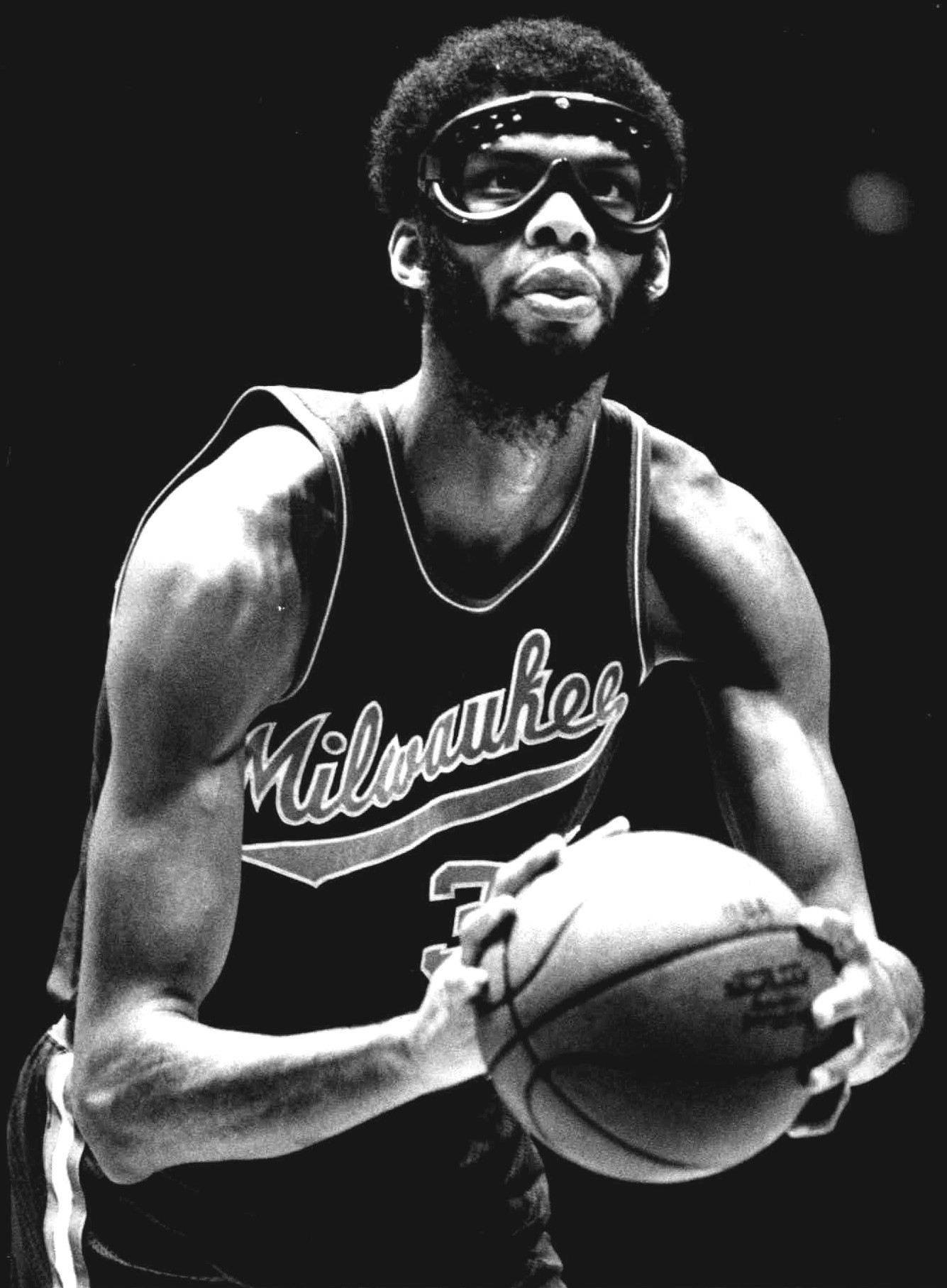
カリーム・アブドゥル・ジャバー (4度受賞)

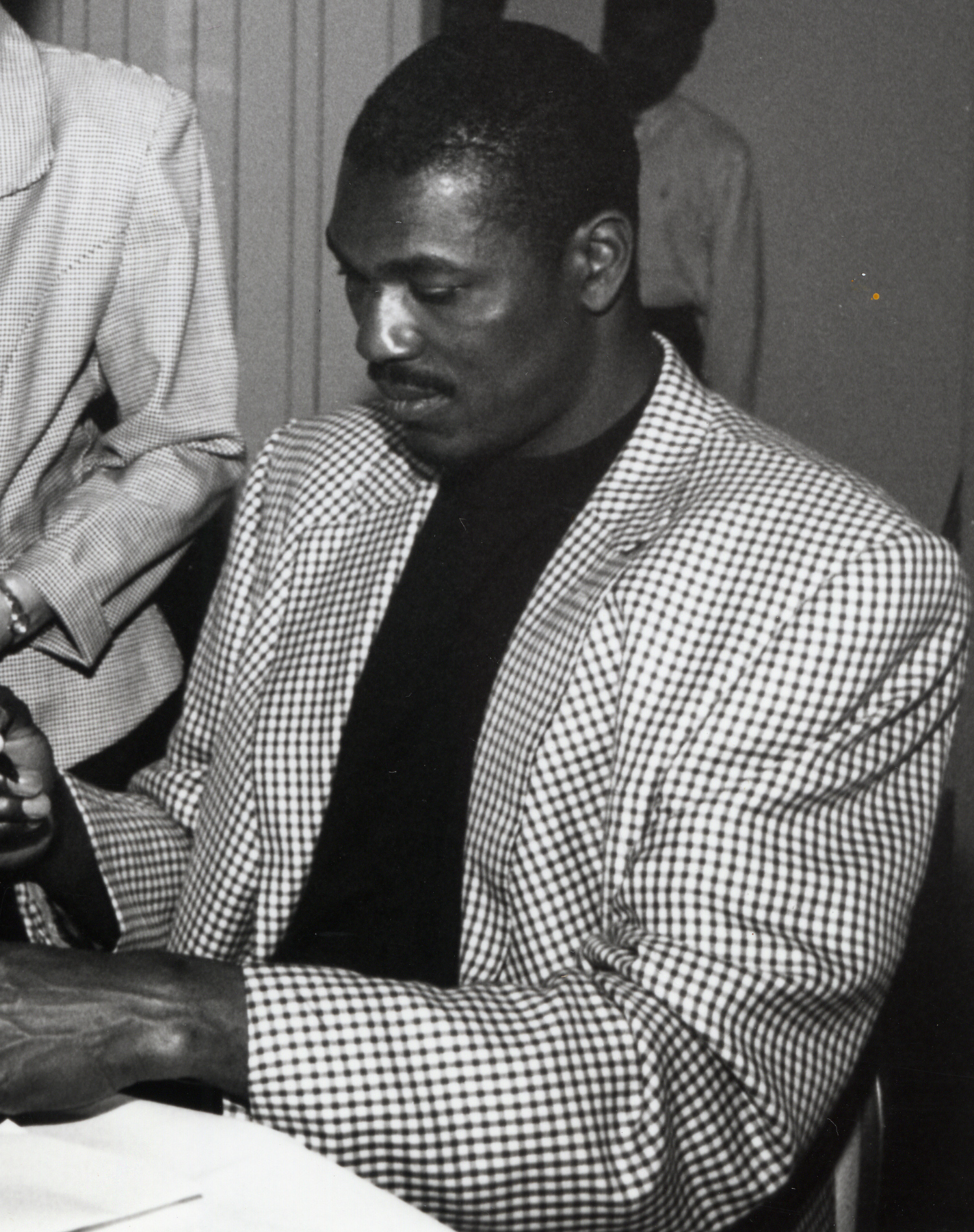
アキーム・オラジュワン (3度受賞)

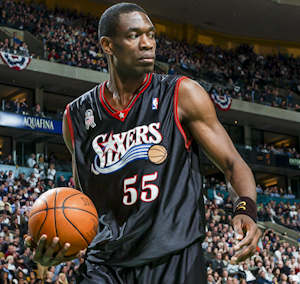
ディケンベ・ムトンボ (3度受賞)

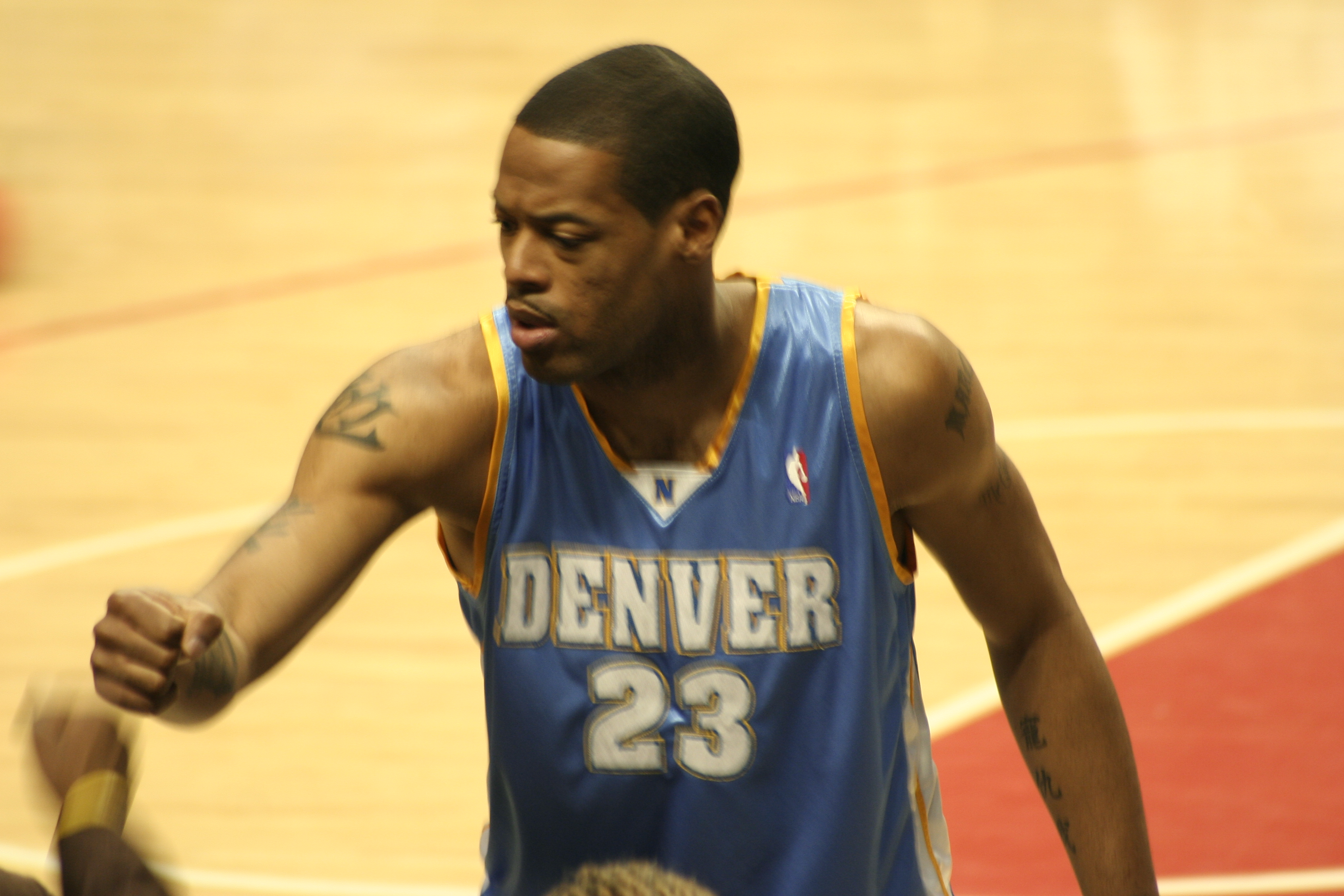
マーカス・キャンビー (4度受賞)

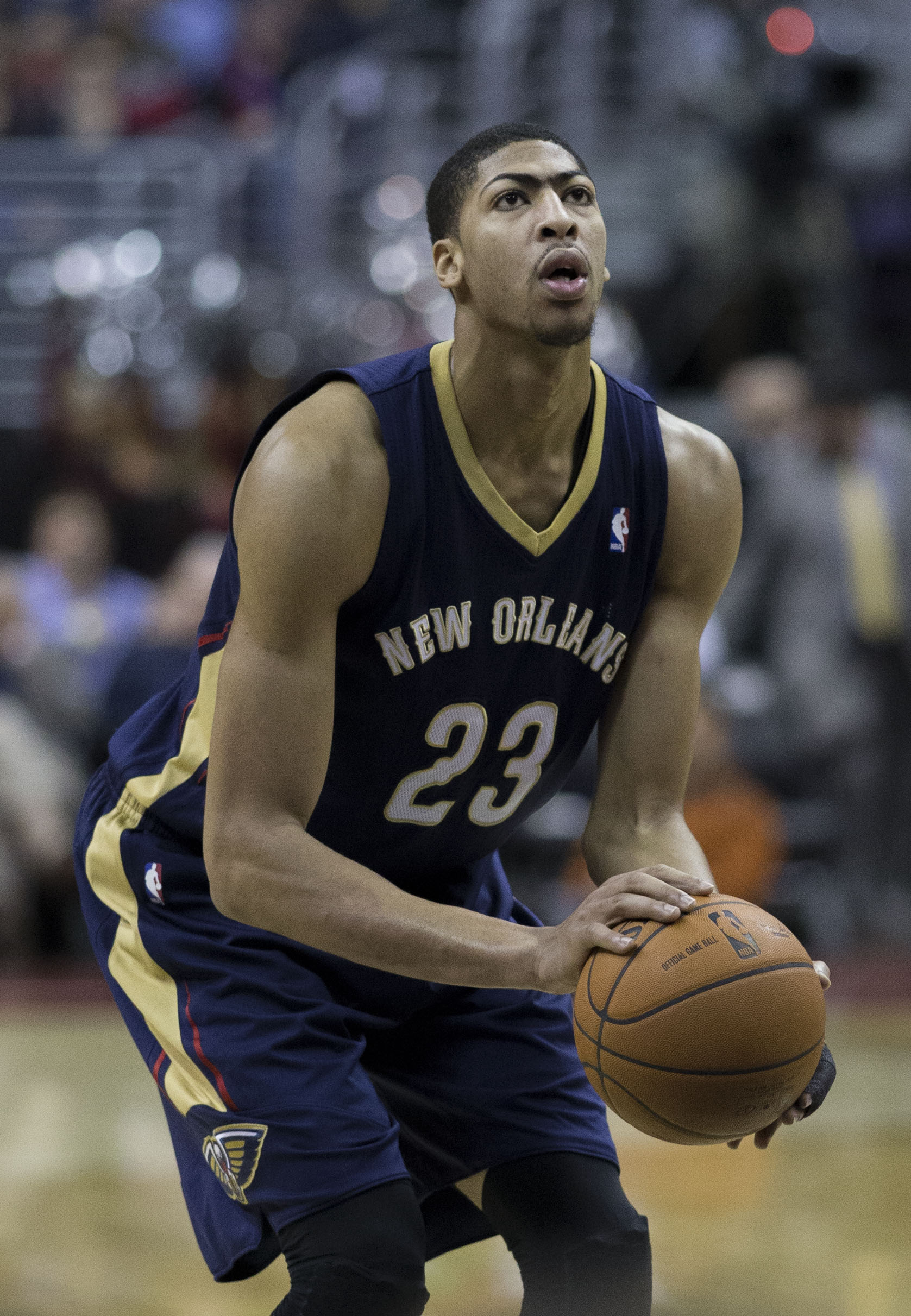
アンソニー・デイビス (3度受賞)

| *    | 殿堂入り |
| ^    | 現役選手 |
| 太字 | NBA記録  |

| Season  | Player                              | Pos. | Team                                                    | BPG  |
| ------- | ----------------------------------- | ---- | ------------------------------------------------------- | ---- |
| 1973–74 | エルモア・スミス                    | C    | ロサンゼルス・レイカーズ                                | 4.85 |
| 1974–75 | カリーム・アブドゥル・ジャバー*     | C    | ミルウォーキー・バックス                                | 3.26 |
| 1975–76 | カリーム・アブドゥル・ジャバー* (2) | C    | ロサンゼルス・レイカーズ                                | 4.12 |
| 1976–77 | ビル・ウォルトン*                   | C/F  | ポートランド・トレイルブレイザーズ                      | 3.25 |
| 1977–78 | ジョージ・ジョンソン                | C/F  | ニュージャージー・ネッツ                                | 3.38 |
| 1978–79 | カリーム・アブドゥル・ジャバー* (3) | C    | ロサンゼルス・レイカーズ                                | 3.95 |
| 1979–80 | カリーム・アブドゥル・ジャバー* (4) | C    | ロサンゼルス・レイカーズ                                | 3.41 |
| 1980–81 | ジョージ・ジョンソン (2)            | C/F  | サンアントニオ・スパーズ                                | 3.39 |
| 1981–82 | ジョージ・ジョンソン (3)            | C/F  | サンアントニオ・スパーズ                                | 3.12 |
| 1982–83 | トゥリー・ロリンズ                  | C    | アトランタ・ホークス                                    | 4.29 |
| 1983–84 | マーク・イートン                    | C    | ユタ・ジャズ                                            | 4.28 |
| 1984–85 | マーク・イートン (2)                | C    | ユタ・ジャズ                                            | 5.56 |
| 1985–86 | マヌート・ボル                      | C    | ワシントン・ブレッツ                                    | 4.96 |
| 1986–87 | マーク・イートン (3)                | C    | ユタ・ジャズ                                            | 4.06 |
| 1987–88 | マーク・イートン (4)                | C    | ユタ・ジャズ                                            | 3.71 |
| 1988–89 | マヌート・ボル (2)                  | C    | ゴールデンステート・ウォリアーズ                        | 4.31 |
| 1989–90 | アキーム・オラジュワン*             | C    | ヒューストン・ロケッツ                                  | 4.59 |
| 1990–91 | アキーム・オラジュワン* (2)         | C    | ヒューストン・ロケッツ                                  | 3.95 |
| 1991–92 | デビッド・ロビンソン*               | C    | サンアントニオ・スパーズ                                | 4.49 |
| 1992–93 | アキーム・オラジュワン* (3)         | C    | ヒューストン・ロケッツ                                  | 4.17 |
| 1993–94 | ディケンベ・ムトンボ*               | C    | デンバー・ナゲッツ                                      | 4.10 |
| 1994–95 | ディケンベ・ムトンボ* (2)           | C    | デンバー・ナゲッツ                                      | 3.91 |
| 1995–96 | ディケンベ・ムトンボ* (3)           | C    | デンバー・ナゲッツ                                      | 4.49 |
| 1996–97 | ショーン・ブラッドリー              | C    | ニュージャージー・ネッツ ダラス・マーベリックス         | 3.40 |
| 1997–98 | マーカス・キャンビー                | C/F  | トロント・ラプターズ                                    | 3.65 |
| 1998–99 | アロンゾ・モーニング*               | C    | マイアミ・ヒート                                        | 3.91 |
| 1999–00 | アロンゾ・モーニング* (2)           | C    | マイアミ・ヒート                                        | 3.72 |
| 2000–01 | テオ・ラトリフ                      | C/F  | フィラデルフィア・76ers                                 | 3.74 |
| 2001–02 | ベン・ウォレス*                     | F/C  | デトロイト・ピストンズ                                  | 3.48 |
| 2002–03 | テオ・ラトリフ (2)                  | C/F  | アトランタ・ホークス                                    | 3.23 |
| 2003–04 | テオ・ラトリフ (3)                  | C/F  | アトランタ・ホークス ポートランド・トレイルブレイザーズ | 3.61 |
| 2004–05 | アンドレイ・キリレンコ              | F    | ユタ・ジャズ                                            | 3.32 |
| 2005–06 | マーカス・キャンビー (2)            | C/F  | デンバー・ナゲッツ                                      | 3.29 |
| 2006–07 | マーカス・キャンビー (3)            | C/F  | デンバー・ナゲッツ                                      | 3.30 |
| 2007–08 | マーカス・キャンビー (4)            | C/F  | デンバー・ナゲッツ                                      | 3.61 |
| 2008–09 | ドワイト・ハワード                  | C    | オーランド・マジック                                    | 2.92 |
| 2009–10 | ドワイト・ハワード (2)              | C    | オーランド・マジック                                    | 2.78 |
| 2010–11 | アンドリュー・ボーガット            | C    | ミルウォーキー・バックス                                | 2.58 |
| 2011–12 | サージ・イバーカ^                   | F    | オクラホマシティ・サンダー                              | 3.65 |
| 2012–13 | サージ・イバーカ^ (2)               | F    | オクラホマシティ・サンダー                              | 3.03 |
| 2013–14 | アンソニー・デイビス^               | F/C  | ニューオーリンズ・ペリカンズ                            | 2.82 |
| 2014–15 | アンソニー・デイビス^ (2)           | F/C  | ニューオーリンズ・ペリカンズ                            | 2.94 |
| 2015–16 | ハッサン・ホワイトサイド            | C    | マイアミ・ヒート                                        | 3.68 |
| 2016–17 | ルディ・ゴベア^                     | C    | ユタ・ジャズ                                            | 2.64 |
| 2017–18 | アンソニー・デイビス^ (3)           | F/C  | ニューオーリンズ・ペリカンズ                            | 2.57 |
| 2018–19 | マイルズ・ターナー^                 | F/C  | インディアナ・ペイサーズ                                | 2.69 |
| 2019–20 | ハッサン・ホワイトサイド (2)        | C    | ポートランド・トレイルブレイザーズ                      | 2.93 |
| 2020–21 | マイルズ・ターナー^ (2)             | F/C  | インディアナ・ペイサーズ                                | 3.38 |
| 2021–22 | ジャレン・ジャクソン・ジュニア^     | F/C  | メンフィス・グリズリーズ                                | 2.27 |
| 2022–23 | ジャレン・ジャクソン・ジュニア^ (2) | F/C  | メンフィス・グリズリーズ                                | 3.00 |
| 2023–24 | ビクター・ウェンバンヤマ^           | PF/C | サンアントニオ・スパーズ                                | 3.58 |
| 2024–25 | ビクター・ウェンバンヤマ^ (2)       | F/C  | サンアントニオ・スパーズ                                | 3.83 |

## 最多受賞者
| # | Player                          | Times | Years                  |
| - | ------------------------------- | ----- | ---------------------- |
| 1 | カリーム・アブドゥル・ジャバー* | 4     | 1975, 1976, 1979, 1980 |
| 1 | マーク・イートン                | 4     | 1984, 1985, 1987, 1988 |
| 1 | マーカス・キャンビー            | 4     | 1998, 2006-2008        |
| 4 | ジョージ・ジョンソン            | 3     | 1978, 1981, 1982       |
| 4 | アキーム・オラジュワン*         | 3     | 1990, 1991, 1993       |
| 4 | ディケンベ・ムトンボ*           | 3     | 1994-1996              |
| 4 | テオ・ラトリフ                  | 3     | 2001, 2003, 2004       |
| 4 | アンソニー・デイビス^           | 3     | 2014, 2015, 2018       |